# Joachim Wendt
Joachim Wendt, noto anche come Benny Wendt (Spittal an der Drau, 18 dicembre 1962), è un ex schermidore austriaco.

## Palmarès
In carriera ha conseguito i seguenti risultati:
- Europei di scherma

Linz 1993: oro nel fioretto individuale.
Cracovia 1994: bronzo nel fioretto individuale.
Plovdiv 1998: bronzo nel fioretto a squadre.
Funchal 2000: argento nel fioretto a squadre.